# توینکل (نرم‌افزار)
توینکل (انگلیسی: Twinkle) یک نرم‌افزار آزاد و متن باز است که برای ارتباطات صوتی صدا روی پروتکل اینترنت به کار می‌رود. این نرم‌افزار برای سیستم عامل لینوکس طراحی شده و از ابزار کیوت برای رابط گرافیکی کاربر استفاده می‌کند. همچنین برای تماس، پروتکل سیپ را به خدمت می‌گیرد. توینکل، از نسخهٔ ۱.۳.۲ (سپتامبر ۲۰۰۸) مبادلهٔ پیام را پشتیبانی می‌کند.